# 馬特希夫卡
46°50′7″N 30°3′8″E / 46.83528°N 30.05222°E
馬特希夫卡（羅馬化：Matyshivka）是位於烏克蘭西南部敖德萨州羅茲季利納區羅茲季利納市鎮的村莊。該村始建於1924年，面積0.56平方公里，海拔高度101米，2001年人口253，人口密度每平方公里450.98人。